# Pietro Mennea
Pietro Mennea (n. 28 iunie 1952, Barletta, Apulia, Italia – d. 21 martie 2013, Roma, Italia) a fost un atlet și un om politic italian.

## Carieră
La Jocurile Olimpice din 1972 de la München a câștigat medalia de bronz la 200 m. În 1974, la Roma, a obținut o medalie de aur (200 m) și două de argint (100 m, 4×100 m) la Campionatul European. La Campionatul European din 1978 a câștigat atât la 100 m cât și la 200 m medalia de aur. La Jocurile Olimpice din 1980 de la Moscova a devenit campion olimpic la 200 m. Cel mai bun timp la 200 m a fost 19,72 s, stabilit pe 12 septembrie 1979 în Mexic, recordul mondial la vremea acea.
A fost membru al Parlamentului European în perioada 1999-2004 din partea Italiei.

## Palmares
| An   | Competiție                      | Locație                    | Loc | Eveniment | Note    |
| ---- | ------------------------------- | -------------------------- | --- | --------- | ------- |
| 1970 | Campionatul European de Juniori | Paris, Franța              | 5   | 200 m     | 22,44   |
| 1970 | Campionatul European de Juniori | Paris, Franța              | 6   | 4 × 100 m | 41,60   |
| 1971 | Campionatul European            | Helsinki, Finlanda         | 6   | 200 m     | 20,88   |
| 1971 | Campionatul European            | Helsinki, Finlanda         | 3   | 4 × 100 m | 39,78   |
| 1972 | Jocurile Olimpice               | München, Germania          | 3   | 200 m     | 20,30   |
| 1972 | Jocurile Olimpice               | München, Germania          | 8   | 4 × 100 m | 39,14   |
| 1973 | Universiada                     | Moscova, Uniunea Sovietică | 3   | 100 m     | 10,48   |
| 1973 | Universiada                     | Moscova, Uniunea Sovietică | 1   | 200 m     | 20,56   |
| 1973 | Universiada                     | Moscova, Uniunea Sovietică | 3   | 4 × 100 m | 39,55   |
| 1974 | Campionatul European            | Roma, Italia               | 2   | 100 m     | 10,34   |
| 1974 | Campionatul European            | Roma, Italia               | 1   | 200 m     | 20,60   |
| 1974 | Campionatul European            | Roma, Italia               | 2   | 4 × 100 m | 38,88   |
| 1975 | Universiada                     | Roma, Italia               | 1   | 100 m     | 10,28   |
| 1975 | Universiada                     | Roma, Italia               | 1   | 200 m     | 20,28   |
| 1975 | Universiada                     | Roma, Italia               | 2   | 4 × 100 m | 39,56   |
| 1976 | Jocurile Olimpice               | Montreal, Canada           | 4   | 200 m     | 20,54   |
| 1976 | Jocurile Olimpice               | Montreal, Canada           | 6   | 4 × 100 m | 39,08   |
| 1978 | Campionatul European în sală    | Milano, Italia             | 1   | 400 m     | 46,51   |
| 1978 | Campionatul European            | Praga, Cehoslovacia        | 1   | 100 m     | 10,27   |
| 1978 | Campionatul European            | Praga, Cehoslovacia        | 1   | 200 m     | 20,16   |
| 1978 | Campionatul European            | Praga, Cehoslovacia        | 5   | 4 × 100 m | 39,11   |
| 1978 | Campionatul European            | Praga, Cehoslovacia        | 7   | 4 × 400 m | 3:06,7  |
| 1979 | Universiada                     | Ciudad de México, Mexic    | 1   | 200 m     | 19,72   |
| 1979 | Universiada                     | Ciudad de México, Mexic    | 1   | 4 × 100 m | 38,42   |
| 1980 | Jocurile Olimpice               | Moscova, Uniunea Sovietică | 14  | 100 m     | 10,58   |
| 1980 | Jocurile Olimpice               | Moscova, Uniunea Sovietică | 1   | 200 m     | 20,19   |
| 1980 | Jocurile Olimpice               | Moscova, Uniunea Sovietică | 3   | 4 × 400 m | 3:04,54 |
| 1982 | Campionatul European            | Atena, Grecia              | 6   | 4 × 400 m | 3:03,21 |
| 1983 | Campionatul Mondial             | Helsinki, Finlanda         | 3   | 200 m     | 20,51   |
| 1983 | Campionatul Mondial             | Helsinki, Finlanda         | 2   | 4 × 100 m | 38,37   |
| 1984 | Jocurile Olimpice               | Los Angeles, Statele Unite | 7   | 200 m     | 20,55   |
| 1984 | Jocurile Olimpice               | Los Angeles, Statele Unite | 4   | 4 × 100 m | 38,87   |
| 1984 | Jocurile Olimpice               | Los Angeles, Statele Unite | 5   | 4 × 400 m | 3:01,44 |
| 1988 | Jocurile Olimpice               | Seul, Coreea de Sud        | 40  | 200 m     | NS      |

## Recorduri personale
| Probă | Performanță | Dată               | Locație          |
| ----- | ----------- | ------------------ | ---------------- |
| 100 m | 10,01 s     | 4 septembrie 1979  | Ciudad de México |
| 200 m | 19,72 s RE  | 12 septembrie 1979 | Ciudad de México |
| 400 m | 45,87 s     | 15 mai 1977        | Formia           |